# Koedijk
Koedijk is een dorp in de gemeenten Alkmaar en Dijk en Waard, in de Nederlandse provincie Noord-Holland, gelegen ten noorden van de stad Alkmaar. De oorspronkelijke kern bestaat uit een circa vier kilometer lange lintbebouwing langs het Noordhollandsch Kanaal. Op 1 januari 2023 telde Koedijk 2.675 inwoners, op een oppervlakte van 4,8 km².
Koedijk was tot 1972 een zelfstandige gemeente. Met de gemeentelijke herindeling van 1 oktober 1972 ging Koedijk op in de gemeenten Alkmaar en Sint Pancras. Vanaf halverwege de jaren zeventig in de 20e eeuw werd Koedijk fors uitgebreid. De plaats ligt voor een groot deel aan de stad Alkmaar vast.
Bij het houten kerkje (1948) ligt een begraafplaats. Men ziet langs het Noordhollandsch Kanaal verschillende oude boerderijen en de pittoreske 19de-eeuwse Koedijkervlotbrug over het kanaal.
Op de derde zaterdag van augustus wordt in Koedijk de traditionele gondelvaart gehouden.

## Geschiedenis
Voor 1324 komt de naam Koedijk nergens voor. Het gebied van de latere gemeenten Koedijk en Sint Pancras was het rechtsgebied van het dorp Vronen. De grenzen waren identiek aan die op de kaart uit de Historische Gemeente Atlas van Nederland, J. Kuyper 1865-1870 (zie afbeelding). Het noordelijkste deel van Koedijk behoorde op die kaart toe aan de gemeente Oudkarspel. Dat moet rond 1300 ook zo zijn geweest.
Uit twee oorkonden uit 1324 blijkt dat de oorspronkelijke bevolking van Vronen, in opdracht van graaf Willem III, zich aan de Coedijc had gevestigd. Op kosten van de graaf werd daar een kerk voor hen gebouwd.

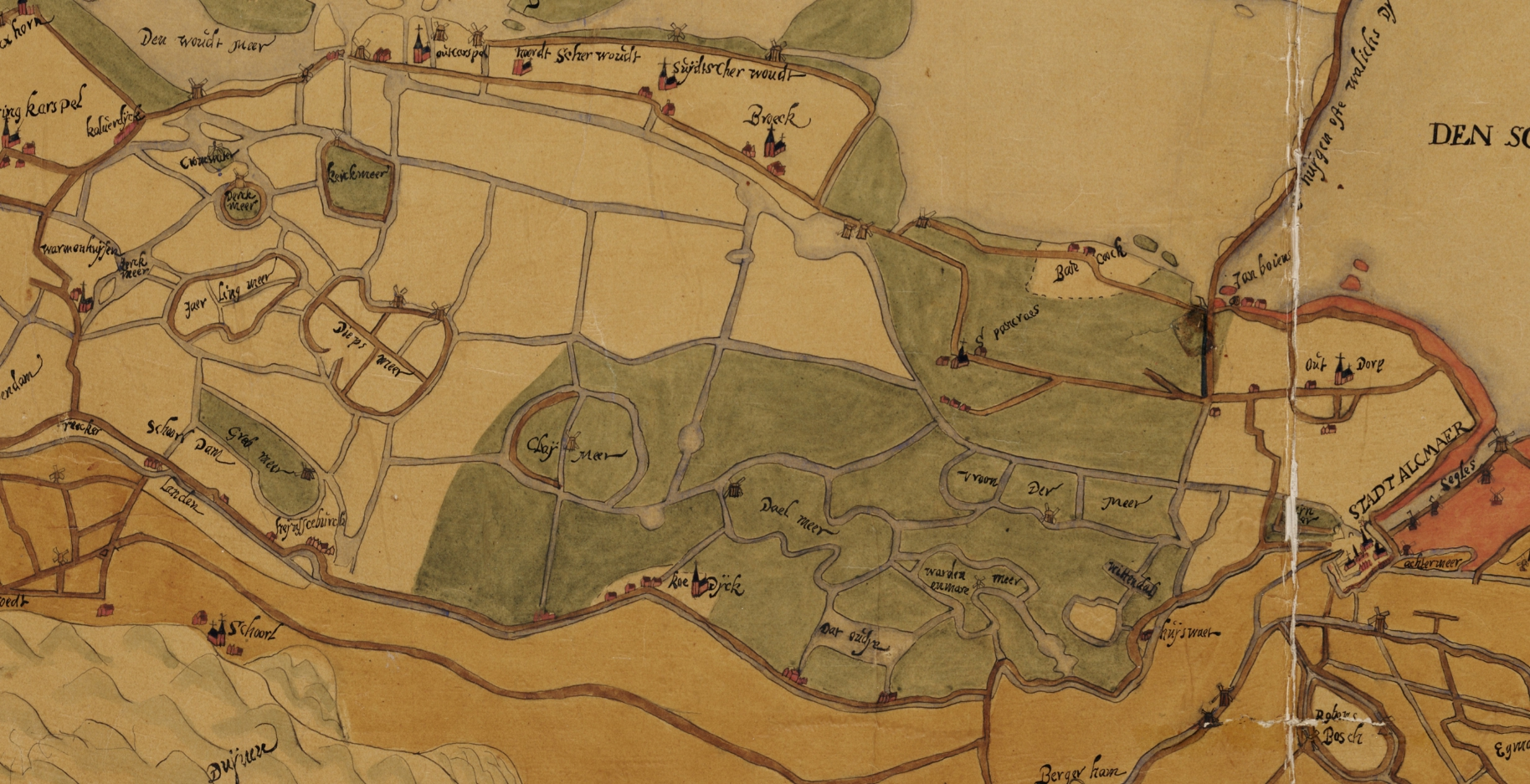
Noord-Holland boven Alkmaar met Koedijck op dijk langs de Rekere, 1603.

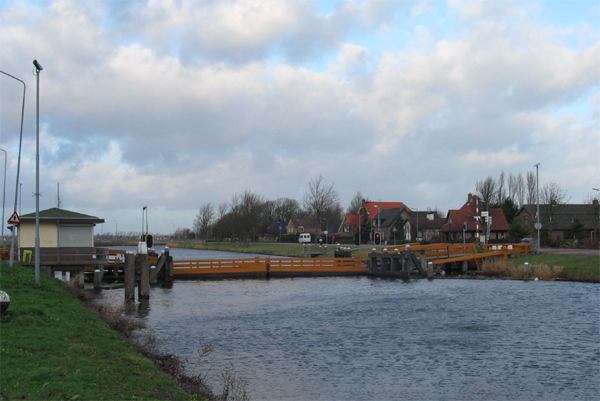
De Koedijkervlotbrug

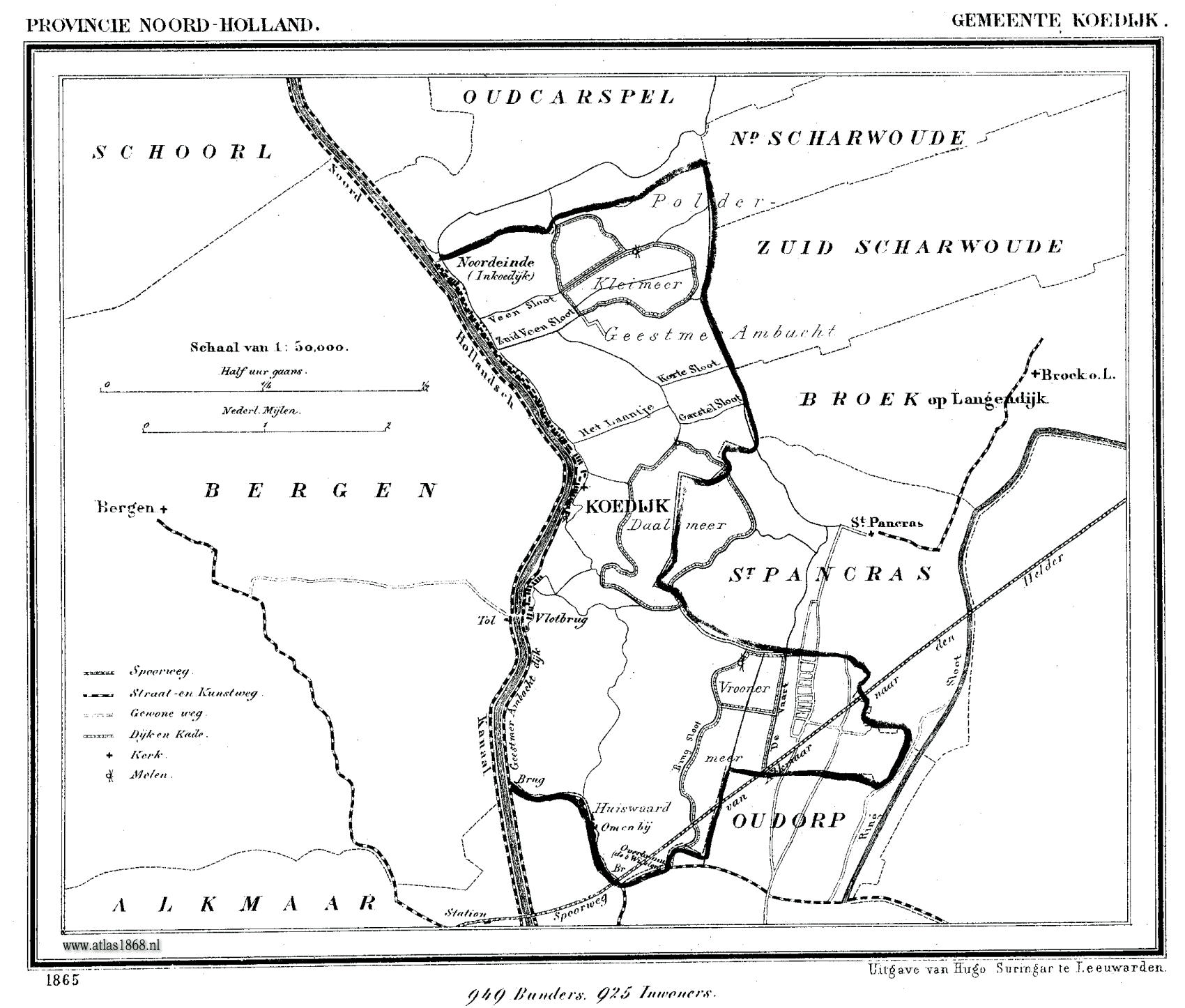
Kaart van Koedijk en omgeving, omstreeks 1865 (bron:atlas1868.nl)

De Coedijc was de dijk die Vrone aan de westzijde beschermde tegen het water van de Rekere, een getijdenstroom die ongeveer liep waar nu het Noordhollandsch Kanaal ligt.
Het oude dorp Vronen was helemaal verlaten: de bewoning was noodgedwongen, door verwoesting bij de veldslag tussen West-Friesland en Holland, verplaatst naar de Coedijc. Het oude gebied van Vrone behoorde vanaf dat moment toe aan de nieuwe parochie Koedijk.
Ooit bezat het dorp een korenmolen, genaamd De Koe. In 2009 is een nieuwe korenmolen aan de Kanaaldijk voltooid. Deze korenmolen draagt de naam De Gouden Engel. Aan de Helderseweg, net even voorbij de Koedijkervlotbrug staat nog een molen. Dit is een poldermolen die de naam Sluismolen draagt en staat langs het Noordhollandsch Kanaal. De molen staat in het deel van het dorp dat tegenwoordig formeel tot de stad Alkmaar wordt gerekend, tot 1972 viel dat deel dan weer onder het grondgebied van de gemeente Bergen.

## Geboren in Koedijk
- Pieter Lammerschaag, (1872-1915), burgemeester
- Jan Buiskool (1899–1960), jurist en politicus
- Willem Commandeur (1919-1966), beeldhouwer
- Gerard Kamper (1950), wielrenner
- Michael Kaatee (1986), langebaanschaatser
- Nycke Groot (1988), handbalster

## Sport
In Koedijk zijn er nogal wat sportverenigingen. Zo is er De Koedijker Tennis Vereniging en de omnisportvereniging SV Koedijk. Mede door de aangrenzende wijken Daalmeer en De Mare is laatst genoemde vereniging uitgegroeid tot een van de grootste verenigingen in de provincie Noord-Holland.